# Nuoto ai Giochi della XXIX Olimpiade - Staffetta 4x100 metri stile libero maschile

## Record
Prima di questa competizione, il record del mondo (WR) e il record olimpico (OR) erano i seguenti.
| Record mondiale | 3'12"46 | Michael Phelps, Neil Walker, Cullen Jones e Jason Lezak Stati Uniti      | 19 agosto 2006 Victoria, Canada |
| Record olimpico | 3'13"17 | Roland Schoeman, Lyndon Ferns, Darian Townsend e Ryk Neethling Sudafrica | 15 agosto 2004 Atene, Grecia    |

Durante l'evento sono stati migliorati i seguenti record:
| Data      | Evento      | Atleta                                    | Nazione     | Tempo   | Record          |
| --------- | ----------- | ----------------------------------------- | ----------- | ------- | --------------- |
| 10 agosto | 1ª batteria | Adrian, Jones, Wildman-Tobriner e Grevers | Stati Uniti | 3'12"23 | Record mondiale |
| 11 agosto | Finale      | Phelps, Weber-Gale, Jones e Lezak         | Stati Uniti | 3'08"24 | Record mondiale |

## Batterie
Si sono svolte 2 batterie di qualificazione. Le prime 8 squadre si sono qualificate direttamente per la finale.
- Domenica 10 agosto

| Pos | Batteria | Corsia | Nazione       | Atleti                                                                                           | >Tempo  | Note            |
| --- | -------- | ------ | ------------- | ------------------------------------------------------------------------------------------------ | ------- | --------------- |
| 1   | 1        | 4      | Stati Uniti   | Nathan Adrian 48"82 Cullen Jones 47"61 Benjamin Wildman-Tobriner 48"03 Matt Grevers 47"77        | 3'12"23 | Q               |
| 2   | 2        | 4      | Francia       | Amaury Leveaux 47"76 OR Grégory Mallet 48"14 Boris Steimetz 49"83 Frédérick Bousquet 46"63       | 3'12"36 | Q               |
| 3   | 1        | 5      | Australia     | Andrew Lauterstein 48"68 Leith Brodie 48"42 Patrick Murphy 48"09 Matt Targett 47"22              | 3'12"41 | Q               |
| 4   | 2        | 5      | Italia        | Alessandro Calvi 48"58 Christian Galenda 47"67 Michele Santucci 49"56 Filippo Magnini 46"84      | 3'12"65 | Q               |
| 5   | 1        | 3      | Svezia        | Stefan Nystrand 48"31 Petter Stymne 48"41 Lars Frölander 48"35 Jonas Persson 47"66               | 3'12"73 | Q               |
| 6   | 2        | 3      | Sudafrica     | Lyndon Ferns 48"20 Roland Schoeman 48"85 Ryk Neethling 48"51 Darian Townsend 47"50               | 3'13"06 | Q               |
| 7   | 1        | 2      | Canada        | Brent Hayden 48"28 Joel Greenshields 48"06 Rick Say 49"11 Colin Russell 48"23                    | 3'13"68 | Q               |
| 8   | 2        | 1      | Regno Unito   | Simon Burnett 48"20 Adam Brown 48"43 Benjamin Hockin 48"55 Ross Davenport 48"51                  | 3'13"69 | Q               |
| 9   | 2        | 6      | Russia        | Evgeniy Lagunov 48"45 Andrey Grechin 48"08 Andrej Kapralov 49"07 Sergey Fesikov 48"47            | 3'14"07 |                 |
| 10  | 1        | 6      | Paesi Bassi   | Mitja Zastrow 49"40 Pieter van den Hoogenband 47"17 Bas van Velthoven 49"08 Robert Lijesen 49"25 | 3'14"90 |                 |
| 11  | 1        | 7      | Nuova Zelanda | Mark Herring 49"73 Cam Gibson 48"07 Willy Benson 48"65 Orinoco Faamausili-Banse-Prince 48"96     | 3'15"41 |                 |
| 12  | 2        | 7      | Cina          | Zuo Chen 49"16 Shaohua Huang 48"83 Zhiwu Lu 48"72 Li Cai 49"45                                   | 3'16"16 | Record asiatico |
| 13  | 2        | 8      | Svizzera      | Dominik Meichtry 48"96 Karel Nový 48"60 Flori Lang 49"34 Adrien Perez 49"90                      | 3'16"80 |                 |
| 14  | 1        | 8      | Giappone      | Takuro Fukii 49"15 Hisayoshi Satō 48"92 Masayuki Kishida 50"00 Yoshihiro Okumura 49"21           | 3'17"28 |                 |
| 15  | 1        | 1      | Germania      | Steffen Deibler 49"61 Jens Schreiber 49"58 Benjamin Starke 49"65 Paul Biedermann 49"15           | 3'17"99 |                 |
| 16  | 2        | 2      | Brasile       | César Cielo Filho 47"91 Rodrigo Castro 49"23 Fernando Silva 49"53 Nicolas Oliveira               | SQ      |                 |

## Finale
- Lunedì 11 agosto

| Pos | Corsia | Nazione     | Atleti                                                                                           | Tempo   | Note             |
| --- | ------ | ----------- | ------------------------------------------------------------------------------------------------ | ------- | ---------------- |
| 1   | 4      | Stati Uniti | Michael Phelps (47"51 ') Garrett Weber-Gale (47"02) Cullen Jones (47"65) Jason Lezak (46"06)     | 3'08"24 | Record mondiale  |
| 2   | 5      | Francia     | Amaury Leveaux (47"91) Fabien Gilot (47"05) Frédérick Bousquet (46"63) Alain Bernard (46"73)     | 3'08"32 | Record europeo   |
| 3   | 3      | Australia   | Eamon Sullivan (47"24 ) Andrew Lauterstein (47"87) Ashley Callus (47"55) Matt Targett (47"25)    | 3'09"91 | Record oceaniano |
| 4   | 6      | Italia      | Alessandro Calvi (48"49) Christian Galenda (47"49) Marco Belotti (48"23) Filippo Magnini (47"27) | 3'11"48 | Record nazionale |
| 5   | 2      | Svezia      | Petter Stymne (49"17) Lars Frölander (48"02) Stefan Nystrand (47"25) Jonas Persson (47"48)       | 3'11"92 | Record nazionale |
| 6   | 1      | Canada      | Brent Hayden (47"56) Joel Greenshields (47"77) Colin Russell (48"49) Rick Say (48"44)            | 3'12"26 | Record nazionale |
| 7   | 7      | Sudafrica   | Lyndon Ferns (48"15) Darian Townsend (48"11) Roland Schoeman (48"32) Ryk Neethling (48"08)       | 3'12"66 | Record africano  |
| 8   | 8      | Regno Unito | Simon Burnett (48"34) Adam Brown (47"75) Benjamin Hockin (48"50) Ross Davenport (48"28)          | 3'12"87 | Record nazionale |